# Fissidens longiligulatus
Fissidens longiligulatus là một loài Rêu trong họ Fissidentaceae. Loài này được Broth. & Watts mô tả khoa học đầu tiên năm 1915.